# MHK Dubnica nad Váhom
Le MHK Dubnica nad Váhom est un club de hockey sur glace de Dubnica nad Váhom en Slovaquie. Il évolue dans la 2.liga, le troisième échelon slovaque.

## Historique
Le club est créé en 1942 sous le nom de ŠK Dubnica nad Váhom. Par la suite, il a été renommé à plusieurs reprises :
- 1949 - Sokol Škoda Dubnica nad Váhom
- 1952 - DŠO Spartak Dubnica nad Váhom
- 1961 - Spartak SMZ Dubnica nad Váhom
- 1978 - Spartak ZŤS Dubnica nad Váhom
- 1992 - CAPEH Dubnica nad Váhom
- 1993 - HK Spartak Dubnica nad Váhom
- 2000 - HK Dubnica nad Váhom
- 2007 - MHK Dubnica nad Váhom.

## Palmarès
- Vainqueur de la 1.liga en 1979, 1980, 1994 et 1998.